# Bupropió
El bupropió, tècnicament amfebutamona, és un fàrmac principalment utilitzat en el tractament de la depressió clínica i com a suport per deixar de fumar. Es ven a Espanya com EFG, Elontril i Zyntabac i en altres països com Wellbutri i Zyban entre d'altres noms.
Per si sol és efectiu com a antidepressiu, però també es fa servir com a fàrmac de suport en cas que hi hagi una resposta incompleta dels antidepressius inhibidors selectius de la recaptació de serotonina (ISRS). El bupropió es pren en format comprimit i s'obté per prescripció mèdica en molts països arreu del món.
Els efectes secundaris més comuns són sequedat bucal, problemes de la son, agitació psicomotriu i cefalea. Els efectes secundaris més notables són un risc incrementat d'episodis epilèptics i ideació suïcida. La rellevància d'aquests dos últims va causar la seva retirada temporal del mercat; va ser re-introduït després que la seva dosis recomanada fos reduïda augmentant la seguretat del fàrmac. En comparació amb altres antidepressius no causa tanta disfunció sexual i somnolència, però si que pot causar pèrdua de pes. Es desconeix, però si el seu ús és segur durant l'embaràs i la lactància.
El bupropió és un antidepressiu atípic. Actua com un inhibidor de la recaptació de dopamina i noradrenalina (IRDN) i un antagonista del receptor nicotínic. Químicament parlant és una aminocetona que pertany a la família de les catinones substituives i que és similar a la fenetilamina. De vegades es prescriu a dosi de 150 mg com antidepressiu de manteniment.
Va ser descobert per Nariman Mehta i patentat per GlaxoSmithKline el 1974. El seu ús mèdic va ser aprovat per primer cop als Estats Units el 1985. Originalment se'l coneixia pel seu nom genèric, però va passar a dir-se bupropió l'any 2000. El seu ús és molt estès, sent l'any 2016 el quart antidepressiu més receptat als Estats Units, amb més de 23 milions d'unitats receptades. En aquest sentit es pot fer un paral·lelisme -la negligència en receptar massivament medicaments opiacis analgèsics com Fentanil, que ha causat desenes de milers de morts per sobredosi als Estats Units-. Ambdós són psicofàrmacs de diferents famílies farmacològiques que comparteixen que, als Estats Units, han sigut àmpliament prescrits.

## Presentacions
A l'estat espanyol està comercialitzat amb els noms d'Elontril® (com a antidepressiu, de 150 i 300mg), Zyntabac® (per deixar de fumar, de 150mg) i EFG (150mg).

## Administració
En el tractament per deixar de fumar, cal primer establir un dia per deixar el tabac, preferiblement durant la segona setmana del tractament.
| Setmana 1      | Seguir fumant tot i prendre el bupropió | Seguir fumant tot i prendre el bupropió |
| Setmana 1      | Dies 1 a 6 | 1 comp. una vegada al dia (al matí o migdia) |
| Setmana 1      | Dia 7 | 1 comp. dues vegades al dia, amb almenys 8 hores de diferència entre elles i no pròximes a l'hora de dormir.                                                                                            |
| Setmana 2      | 1 comp. dues vegades al dia. Deixar de fumar aquesta setmana, segons s'ha establert prèviament | 1 comp. dues vegades al dia. Deixar de fumar aquesta setmana, segons s'ha establert prèviament |
| Setmanes 3 a 9 | 1 comp. dues vegades al dia fins a les 9 setmanes. Si no és capaç de deixar de fumar després de 7 setmanes, cal revalorar interrompre el tractament. Després de 7-9 setmanes anar deixant el tractament | 1 comp. dues vegades al dia fins a les 9 setmanes. Si no és capaç de deixar de fumar després de 7 setmanes, cal revalorar interrompre el tractament. Després de 7-9 setmanes anar deixant el tractament |

## Efectes adversos
Molt freqüents:
- Dificultat per dormir (prendre el bupropió en les hores prèvies a anar a dormir).[6]

Freqüents:
- Tristesa, angoixa o agitació, dificultat per concentrar-se, tremolors, mal de cap,[3]
- Nàusees, vòmits, mal de panxa, restrenyiment, alteració del sentit del gust, sequedat de boca,[7]
- Febre, marejos, suors, erupcions cutànies (de vegades degudes a una reacció al·lèrgica), pruïja[8][9][1]

## Contraindicacions
GlaxoSmithKline informa que el bupropió no s'ha de prescriure a les persones amb epilèpsia o altres condicions que disminueixen el llindar convulsiu, com ara l'anorèxia nerviosa, la bulímia nerviosa, els tumors cerebrals actius, o presa simultània d'alcohol i/o l'ús de benzodiazepines i/o la seva retirada. S'ha d'evitar en persones que també estan prenent inhibidors de la monoaminooxidasa (IMAO). Quan es canvia d'IMAO a bupropió, és important incloure-hi un període de rentada de dues setmanes entre els medicaments. La informació de prescripció aprovada per la FDA recomana que s'ha de tenir precaució en tractar a pacients amb hepatopatia greu, malaltia renal greu, i la hipertensió severa i en pacients pediàtrics, adolescents i adults joves, a causa de l'augment del risc d'ideació suïcida.